# Llanura Costera del Pacífico
La llanura costera del Pacífico, es un área fisiográfica de relieve llano que abarca el litoral de México sobre el océano Pacífico desde el norte del estado de Sonora, todo el litoral marítimo de Sinaloa, y el sector norte de Nayarit desapareciendo donde las laderas de la Sierra Madre del Sur y la Sierra volcánica transversal se extienden hasta la costa del golfo de California. Al este está limitada por la Sierra Madre Occidental.

## Geografía
Es una llanura alargada y angosta (no excede los 65 km de ancho), que se extiende sobre la costa. El suelo está conformado principalmente por  materiales aluvionales, transportados por los ríos que fluyen desde la Sierra Madre Occidental y desembocan en el océano Pacífico.
Esta llanura se extiende a lo largo de unos 750 km. El sector en Nayarit que se extiende por unos 150 km comprende unas 418000 hectáreas. El sector en Sinaloa se extiende unos 560 km y comprende unas 1,6 millones de hectáreas.
Se caracteriza por ser un relieve casi plano formado por grandes llanuras de inundación, lagos y pantanos alineados paralelamente a la costa. Las rocas más antiguas de la llanura costera son rocas ígneas extrusivas del terciario. Del cuaternario son los suelos o depósitos aluviales, lacustrescotaruos y palustretoritarias, constituidos por arenas, gravas, limos y arcillas. Se desconocen los recursos geológicos de esta provincia. Sin embargo, es probable que existan grandes depósitos de sal, así como otros minerales que se forman en condiciones similares a las que prevalecen en esta provincia.
Hidrografía
Sus principales ríos son el Sonoyta, el Magdalena, el Sonora, el Junio y el Yaqui en el estado de Sonora, y el río Fuerte en el estado de Sinaloa.
Clima
Su clima es cálido húmedo o subhúmedo. La temperatura media ronda los 24 °C. Mientras que en las regiones más húmedas se registran unos 3000 mm de lluvia anual, en las subhúmedas ronda entre los 1000 y 2000 mm anuales.
Es de notar que en los sectores al norte del paralelo 25°N (la porción en Sonora) el clima es muy seco, con precipitaciones de 300 a 600 mm anuales.

## Fauna y flora
Fauna

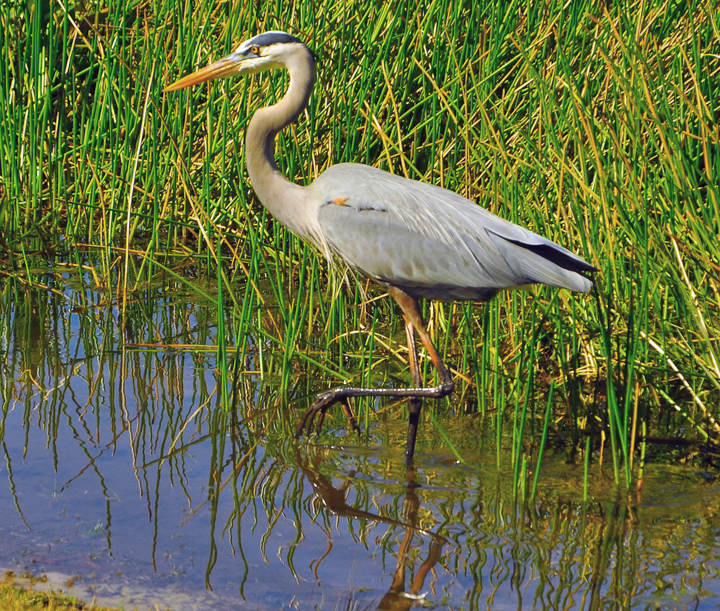
Garza azul, conspicuo habitante de los humedales de la Llanura costera del Pacífico.

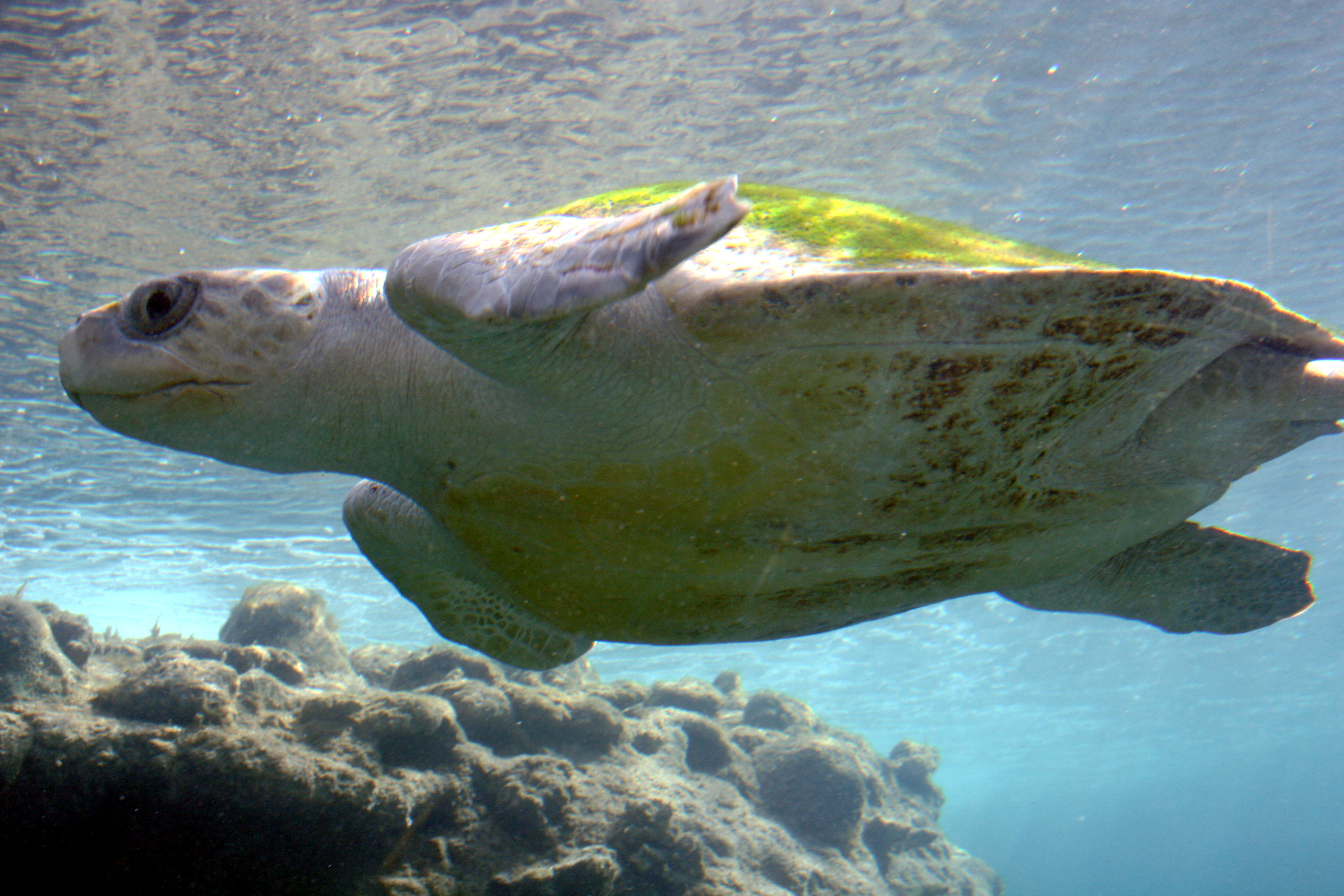
La tortuga golfina, habita en las aguas que bañan la Llanura Costera del Pacífico.

La existencia de grandes extensiones de manglares favorece el desarrollo de la fauna. Los manglares y humedales continuos proveen un muy importante refugio invernal para las aves migratorias, se estima que este hábitat es aprovechado por unas 250 especies de especies de aves costeras migratorias del Pacífico que representan el 80% del total. Además de las aves migratorias, se han identificado unas 36 especies de  aves endémicas. Entre la avifauna representativa se cuentan el pijije alas blancas (Dendrocygna autumnalis), la gran garza azul (Ardea herodias), la espátula rosada (Ajaia ajaja), la garceta nívea (Egretta thula), el correlimos tridáctilo (Calidris alba), el cernícalo americano (Falco sparverius), cerceta aliazul (Anas discors), gallito de agua mexicano (Jacana spinosa), trogón elegante (Trogon elegans),  tángara roja migratoria (Piranga rubra), halcón de cola blanca (Buteo albicaudatus), esmerejón (Falco columbarius), colibrí pochotero (Heliomaster constantii), azulillo sietecolores (Passerina ciris) y cigüeña (Mycteria americana).
Los manglares forman un refugio natural para muchas especies de invertebrados y vertebrados. Hay reptiles y anfibios endémicos que incluyen una importante población de cocodrilos de Morelet (Crocodylus moreletti) y cocodrilos (Crocodylus acutus) en las marismas de agua dulce asociadas con el bosque de palmeras tropicales (Orbygnia cocyule). También están presentes en esta ecorregión reptiles como iguanas verdes (iguana iguana), lagartos de cuentas mexicanas (Heloderma horridum), escurridiza de vientre amarillo (Trachemys scripta) y mamíferos como pumas (Puma concolor), ocelotes (Leopardus pardalis), jaguares (Panthera onca). El ratón pigmeo del sur (Baiomys musculus), la musaraña de Saussure (Sorex saussurei) y muchas especies de murciélagos como los que comen frutas (Durmanura phaeotis, D. aztecus, D. toltecus) y myotis (Myotis volans, M. furtidens). Cuatro especies de tortugas marinas en peligro de extinción utilizan la costa de Nayarit como sitio de anidación, incluidas las tortugas laúd (Dermochelys coriacea), la tortuga golfina (Lepidochelys olivacea), la tortuga carey (Eretmochelys imbricata) y la tortuga verde (Chelonia mydas).
Flora
La flora es muy variada, pero dentro del clima frío, con bosques de pino y encino, pastizales y zonas de manglares.
La zona de marismas se destaca el manglar, con las especies mangle blanco (Laguncularia racemosa), mangle rojo (Rhizophora mangle), mangle negro (Avicennia germinans) y  mangle botoncillo  (Conocarpus erectus) y vegetación halófita compuesta por ejemplares de uniola Uniola pittieri, ojo de hormiga (Cenchrus echinatus), batatilla (Ipomoea pes-caprae) y verdolaga de playa (Sesuvium portulacastrum).
En cuanto al bosque tropical caducifolio, el mismo se compone de especies arbóreas de Bursera, chupandio (Cyrtocarpa), higuera (Ficus) y guayaba (Psidium).  
En las zonas de matorrales espinosos abundan roble prieto (Ehretia tinifolia), mezquite (Prosopis juliflora), majahua (Hibiscus pernambucensis), bonduc (Caesalpinia bonduc), bejuco negro (Stegnosperma cubense) y Tournefortia densijhra.

## Actividad económica
Las principales actividades de esta región son la pesca, la ganadería y el turismo del Golfo de California y el océano Pacífico.
Se destaca en especial la industria del turismo tanto de ciudadanos de México como internacionales.